# Zasoby poznawcze
Zasoby poznawcze w literaturze przedstawiane są dwojako: (1) (rzadziej) jako tożsame z rezerwą mózgową, a więc neuronalnymi zasobami rezerwowymi, wolnymi synapsami gotowymi do wykorzystania w procesach neuroplastycznych; (2) przede wszystkim jako odporność mózgu na uszkodzenia w rozumieniu behawioralnym: odporność na zmiany w prawidłowym funkcjonowaniu mózgu, niezależnie od rozmiaru faktycznych uszkodzeń fizycznych. W literaturze naukowej najczęściej spotykana jest definicja druga, identyfikujące zasoby poznawcze z odpornością behawioralną mózgu. 
Osoby ze znacznymi zasobami poznawczymi w mniejszym stopniu odczuwają skutki uszkodzenia mózgu. Zdarza się, że nie cierpią na upośledzenie funkcji umysłowych nawet gdy dojdzie u nich do rozległych uszkodzeń mózgu. Osoby z niskimi zasobami poznawczymi przejawiają zaburzenia pracy umysłu nawet wtedy, gdy uszkodzenie ich mózgu wydają się nie być znaczne. U osób takich szybciej i ostrzej postępują choroby takie jak choroba Alzheimera, dotkliwsze bywają też dla nich skutki urazów głowy.

## Wykorzystanie
Wykorzystanie wolnych zasobów poznawczych ma ogromne znaczenie przy spadku efektywności pracy mózgu w wyniku urazów lub chorób (np. choroby Alzheimera). Umożliwia odbudowanie utraconych połączeń synaptycznych, ponowne przyswojenie informacji i umiejętności. Zasoby te wykorzystywane są również podczas przyswajania zupełnie nowych informacji i nauki nowych umiejętności, stanowią zatem ważny atut adaptacyjny (umożliwiają szybsze przystosowanie do nowych okoliczności). Wynika to z mechanizmów przystosowania i przetrwania: w nowej sytuacji mózg pracuje aktywniej, aby możliwe było wykrycie w porę ewentualnych zagrożeń. 

## Zwiększanie zasobów poznawczych
Powstawanie i zwiększanie zasobów poznawczych ma związek z rozrastaniem się sieci neuronów, spowodowanym między innymi pobudzaniem ich aktywności. Za czynności sprzyjające zwiększaniu zasobów poznawczych uznaje się takie, które pobudzają mózg do większej pracy, np. gry edukacyjne, ćwiczenia fizyczne i umysłowe, uczenie się, poznawanie nowych informacji, nauka języków obcych i unikanie palenia tytoniu. Za szczególnie efektywną w tym zakresie uznaje się zwłaszcza edukację dzieci i młodzieży – stymulowanie umysłu w młodym wieku sprzyja budowaniu dużych zasobów poznawczych.